# Minuartia verna
Espèce
La Sagine printanière ou Sabline printanière (Sabulina verna (L.) Rchb. ou Minuartia verna (L.) Hiern) est une petite plante tapissante de la famille des Caryophyllacées, originaire d'Europe, de l'est de l'Himalaya et de l'Asie tempérée.

## Usages
Avec son allure qui rappelle celle de la mousse, on l'utilise en horticulture ornementale pour remplir les interstices entre les pierres d'un pavé.

## Caractéristiques
La Sabline printanière est une plante vivace se développant en touffe dense. Le feuillage est linéaire, un peu charnu et généralement pubescent. Les tiges florales, d'au plus 15 cm de hauteur, portent des cymes lâches de fleurs blanches à cinq pétales.